# 백조 고기를 굽는 사나이
《백조 고기를 굽는 사나이》(독일어: Der Schwanendreher)는 파울 힌데미트가 작곡한 독주 비올라와 관현악을 위한 그의 세 번째 비올라 협주곡이다. 이 곡은 윌리엄 월튼과 버르토크 벨러의 협주곡과 더불어 중요한 비올라 연주곡이다. 

## 개요
1935년 9월에 힌데미트는 작곡을 시작해 10월 13일 베를린에서 완성했고, 같은 해 11월 14일에 암스테르담에서 콘세르트헤보 관현악단과의 협연으로(지휘:빌렘 멩겔베르크) 작곡가 자신이 독주 비올라를 직접 연주하여 초연했다. 사실 이 때에 곡의 작업이 완전히 마무리 된 것은 아니어서, 다음 해 7월 이 곡의 피아노 악보를 만들었을 때 마지막 악장의 종결부를 완전히 새롭게 만들었고, 이 새로운 판을 그해 9월 13일 베네치아에서 연주하여(지휘:페르난도 프레비탈리) 대성공을 거두었다. 1939년까지 그는 이 곡을 유럽과 미국에서 저명한 지휘자들과 함께 매번 성공을 거두며 연주했고, 1939년에는 미국에서 음반에 녹음했다. 독일에서는 한 번도 연주하지 않았고, 제2차 세계 대전 후에도 베를린에서(1962) 이 곡을 단 한번만 지휘했다. 각 악장은 서로 다른 중세 독일 민요에 바탕을 두어서 때로는 '옛 민요에서 비롯된 협주곡'으로 칭하기도 한다. 이 곡의 제목은 마지막 악장의 민요 내용 '그대는 백조 고기를 굽는 사나이가 아닌가?'에서 따왔다. 그리고 일부러 충돌하는 화성을 배치하는 등 20세기의 작곡 형식의 여러 요소를 받아들였다.

## 특징
관현악 부분 악기 편성에 바이올린과 비올라가 없다. 그래서 비올라 독주 부분이 뚜렷하게 들린다.

## 악기 편성
- 독주 비올라
- 관현악: 플루트2(하나는 피콜로를 겸함), 오보에, 클라리넷2, 바순2, 호른3, 트럼펫, 트롬본, 팀파니, 하프, 첼로4, 더블 베이스3

## 악장 구성
- 1악장: "Zwischen Berg und tiefem Tal"  Langsam – Mäßig bewegt, mit Kraft ("산과 깊은 골짜기 사이"  느리게 - 적절히 역동적으로, 힘있게)
- 2악장: "Nun laube, Lindlein, laube!"  Sehr ruhig – Fugato ("이제 잎이 자라고, 작은 피나무, 잎이 자란다"  매우 고요하게 - 푸가토)
- 3악장:  Variationen "Seid ihr nicht der Schwanendreher?"  Mäßig schnell (변주곡 "그대는 백조 고기를 굽는 사나이가 아닌가?"  적절히 빠르게)